# Gaussův zákon elektrostatiky
Gaussův zákon elektrostatiky vyjadřuje vztah mezi tokem elektrické intenzity a elektrickým nábojem.

## Formulace zákona
Gaussův zákon lze vyjádřit následující formulací:
Tok elektrické intenzity {\displaystyle \Phi _{E}} libovolnou uzavřenou plochou (Gaussovou plochou) je přímo úměrný elektrickému náboji {\displaystyle Q} nacházejícímu se uvnitř této plochy. Konstantou úměrnosti je převrácená hodnota permitivity vakua {\displaystyle \varepsilon _{0}}.
Uvedené tvrzení bývá zapisováno v matematické podobě jako
{\displaystyle \Phi _{E}={\frac {Q}{\varepsilon _{0}}}}
Vyjádřením toku intenzity elektrického pole lze získat také vztah
{\displaystyle \Phi =\oint _{S}\mathbf {E} \cdot \mathrm {d} \mathbf {S} ={\frac {Q}{\varepsilon _{0}}}}
Toto vyjádření Gaussova zákona bývá také označováno jako Gaussův zákon elektrostatiky v integrálním tvaru.

Gaussův zákon lze formulovat nejen pro soustavu bodových nábojů, ale také pro spojitě rozložené náboje.
Pokud uvažujeme uzavřenou plochu {\displaystyle S} libovolného tvaru, která tvoří hranici tělesa o objemu {\displaystyle V}, které obsahuje celkový náboj {\displaystyle Q}, který může být tvořen bodovými i spojitě rozloženými elektrickými náboji, pak pro tok intenzity elektrostatického pole plochou S platí vztah
{\displaystyle \oint _{S}\mathbf {E} \cdot \mathrm {d} \mathbf {S} ={\frac {Q}{\varepsilon _{0}}}}
Pokud se uvnitř plochy {\displaystyle S} nachází pouze objemově rozložené náboje, lze celkový náboj určit ze vztahu {\displaystyle Q=\int _{V}\rho (\mathbf {r} )\mathrm {d} V}, což v kombinaci s předchozím vztahem dá výraz
{\displaystyle \oint _{S}\mathbf {E} \cdot \mathrm {d} \mathbf {S} ={\frac {1}{\varepsilon _{0}}}\int _{V}\rho \mathrm {d} V}
Úpravou levé strany pomocí Gaussovy věty dostaneme
{\displaystyle \int _{V}\operatorname {div} \,\mathbf {E} \mathrm {d} V={\frac {1}{\varepsilon _{0}}}\int _{V}\rho \mathrm {d} V}
Aby tato rovnice platila pro libovolně zvolený objem {\displaystyle V}, musí se integrované funkce rovnat v každém bodě, tzn.
{\displaystyle \operatorname {div} \,\mathbf {E} (\mathbf {r} )={\frac {\rho (\mathbf {r} )}{\varepsilon _{0}}}}
Tento vztah je pouze jiným vyjádřením Gaussova zákona. Nevztahuje se však k ploše nebo objemu, ale pouze k danému bodu prostoru, a je označován jako Gaussův zákon elektrostatiky v diferenciálním tvaru.

## Gaussův zákon v dielektriku
V dielektriku se Gaussův zákon vyjadřuje pomocí elektrické indukce {\displaystyle \mathbf {D} } v integrálním tvaru jako
{\displaystyle \oint _{S}\mathbf {D} \cdot \mathrm {d} \mathbf {S} =Q}
nebo v diferenciálním tvaru jako
{\displaystyle \operatorname {div} \,\mathbf {D} =\rho }
V tomto tvaru má zákon obecnou platnost, tedy i pro proměnné elektromagnetické pole. Představuje jednu z Maxwellových rovnic.

## Počet siločar
Často se lze setkat s jinou formulací Gaussova zákona elektrostatiky:
Celkový počet siločar procházejících uzavřenou plochou libovolného tvaru, která v elektrostatickém poli uzavírá elektrický náboj {\displaystyle Q}, je roven podílu velikosti náboje {\displaystyle Q} uvnitř této plochy a permitivity vakua {\displaystyle \varepsilon _{0}}, přičemž nezáleží na rozložení elektrického náboje.

Teoreticky je možné vést každým bodem elektrostatického pole nějakou siločáru. Ukazuje se však výhodnější omezit počet siločar, aby souvisel s velikostí toku intenzity elektrostatického pole vztahem
{\displaystyle N=\Phi },
kde {\displaystyle N} označuje počet siločar.
V takovém případě se Gaussův zákon zapisuje ve tvaru
{\displaystyle N={\frac {Q}{\varepsilon _{0}}}}

## Vlastnosti
- Gaussův zákon elektrostatiky se používá pro výpočet intenzity elektrického pole v různých bodech prostoru, zpravidla lze-li uplatnit některé symetrie problému. Je přímým důsledkem Gaussovy věty a Maxwellových rovnic.

- Jestliže uvnitř plochy není uzavřeno žádné těleso s elektrickým nábojem, pak je celkový tok elektrické intenzity touto plochou nulový.
- Jestliže má plocha kulový tvar poloměru r a v jejím středu se nachází bodový elektrický náboj Q, pak intenzita elektrického pole v libovolném bodě na ploše má velikost

{\displaystyle E={\frac {\Phi _{E}}{4\pi r^{2}}}={\frac {1}{4\pi \varepsilon _{0}}}{\frac {Q}{r^{2}}}}
Stejný vztah lze však získat také z Coulombova zákona. Gaussův zákon elektrostatiky je ekvivalentní s Coulombovým zákonem.
- Uvnitř nabitého vodivého tělesa je nulová elektrická intenzita. Protože elektrický náboj se u vodiče v ustáleném stavu rozmístí vždy na povrchu tělesa, pak podle Gaussova zákona musí být tok intenzity libovolnou plochou uvnitř tělesa nulový, a tím musí být v libovolném bodě uvnitř tělesa také nulová elektrická intenzita. Této skutečnosti využívá např. van de Graaffův generátor.